# Agenzia spaziale cinese
L'Agenzia spaziale cinese (in cinese 国家航天局S, Guójiā HángtiānjúP), formalmente Amministrazione nazionale cinese per lo spazio in inglese China National Space Administration (abbreviata come CNSA), è l'agenzia civile della RPC responsabile dello sviluppo spaziale della nazione.
L'agenzia venne creata il 4 aprile 1993 quando il ministero per l'Industria Aerospaziale venne diviso nella CNSA e nella China Aerospace Corporation.  La CNSA doveva essere responsabile delle politiche guida mentre la CASC doveva essere responsabile dell'applicazione e della realizzazione. Questa suddivisione fu considerata insoddisfacente da entrambe le formazioni che in sostanza erano una grande agenzia con molto personale condiviso e degli amministratori che avevano molte difficoltà a gestire una situazione così complessa.
Nel 1998 iniziò una grande ristrutturazione che portò la CASC a venire suddivisa in molte piccole società. L'intenzione dei governanti era di creare un sistema di concorrenza simile a quello occidentale dove diversi soggetti competono per aggiudicarsi gli appalti delle agenzie governative. In questo modo le società sono possedute dal governo ma gestite da privati.

## Funzione
L'Agenzia spaziale cinese svolge quattro funzioni principali. Conduce ricerche sulla legislazione spaziale e sulle politiche di settore, stilando bozze di legge. Redige i piani di sviluppo del settore aerospaziale, occupandosi della pianificazione e della definizione degli obiettivi del settore. È responsabile per l'organizzazione, la verifica e l'approvazione di progetti di ricerca di rilievo nazionale, oltre che per la loro supervisione e per il coordinamento della ricerca. È responsabile per gli scambi e la cooperazione internazionale nel settore spaziale.

## Struttura
L'agenzia è strutturata in quattro divisioni. La divisione per la pianificazione (综合计划司) si interessa della ricerca e della pianificazione dello sviluppo del settore spaziale, redigendo i relativi piani annuali. La divisione per l'ingegneria dei sistemi (系统工程司) è responsabile per i progetti di ricerca. La divisione tecnologia e qualità (科技与质量司) organizza ricerche pilota, definisce gli obiettivi e gli standard tecnici. Infine, la divisione per gli affari esterni (外事司) è responsabile per gli scambi e la cooperazione.
L'agenzia è diretta da un direttore (局长), Sun Laiyan, e da due vicedirettori (副局长), Jin Zhuanglong e Luo Ge